# Madhur Jaffrey

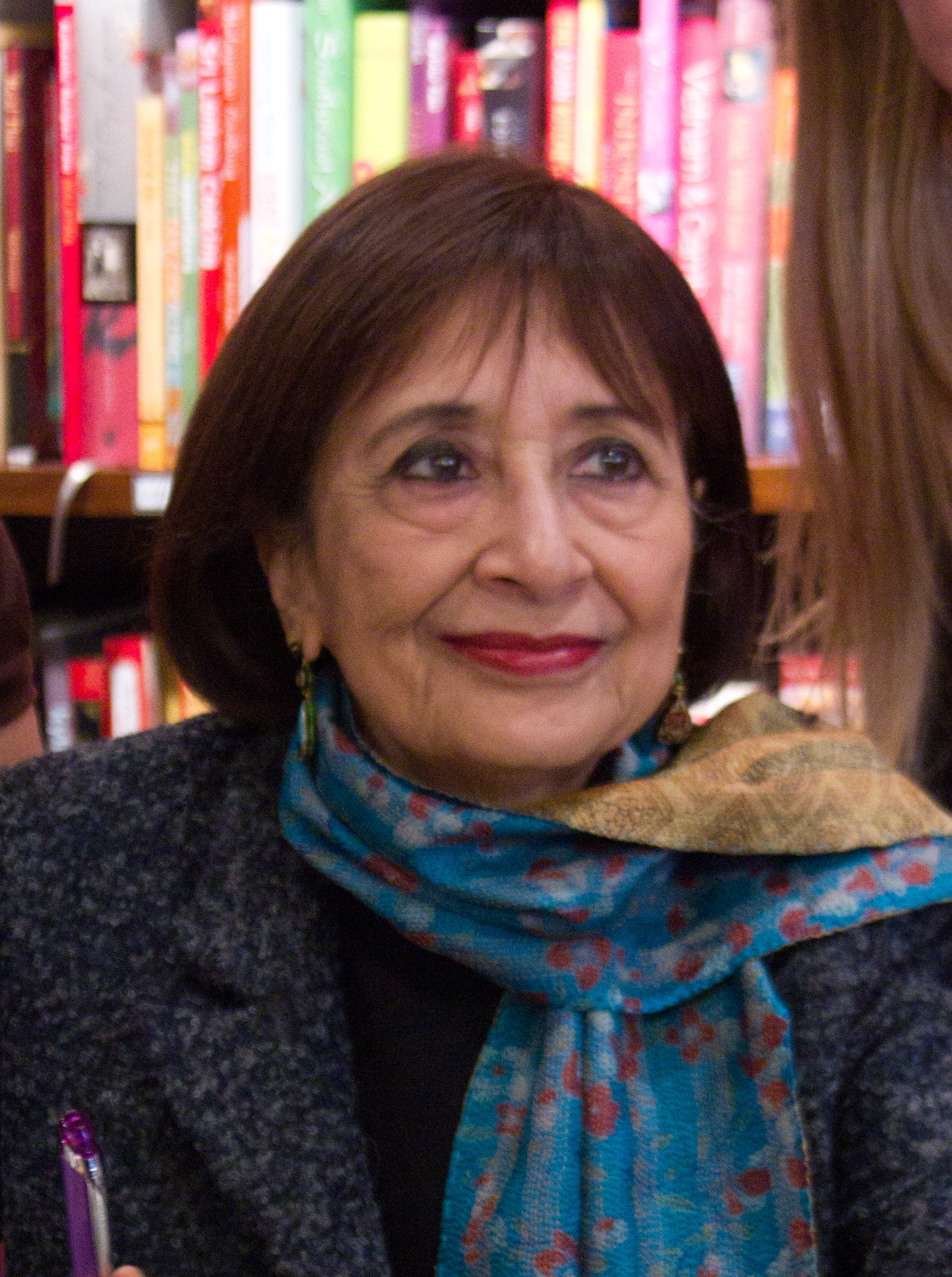
Madhur Jaffrey

Madhur Jaffrey CBE मधुर जाफ़री (geboren: Madhur Bahadur, * 13. August 1933 in Civil Lines, Delhi, Britisch-Indien) ist eine indische Autorin, Schauspielerin und Köchin.

## Leben
Jaffrey wurde 1933 in Britisch-Indien geboren, hier lebte sie bis 1955 und ging danach nach London. Ab 1958 lebte sie in New York und begann ihre Schauspielkarriere, ihren größten Erfolg hatte sie 1965 mit Shakespeare Wallah. Ab 1982 begann sie mit ihrer Kochshow Madhur Jaffrey’s Indian Cookery und veröffentlichte mehrere Dutzend Kochbücher.

## Auszeichnungen
- Silberner Bär auf den Internationalen Filmfestspielen Berlin 1965 für den Auftritt in Shakespeare Wallah[1]
- Muse Award 2000[2]

## Filmographie
- 2018: I Feel Bad
- 2017: The Only Living Boy in New York
- 2017: The Good Karma Hospital
- 2017: American Masters
- 2016: Simply Ming
- 2013: The Mind of a Chef
- 2013: Jadoo
- 2012: Saiten des Lebens
- 2012: New Girl
- 2012: Madhur Jaffrey’s Curry Nation
- 2012: Today’s Special: New York Indian
- 2012: Lidia Celebrates America
- 2009: Today’s Special
- 2009: Saturday Kitchen
- 2009: The Money Programme
- 2009: Psych
- 2006–2008: Criminal Intent – Verbrechen im Visier
- 2008: Phoebe im Wunderland
- 2007: Partition
- 2006: The Papdits
- 2006: Hiding Divya
- 2006: A Season of Madness
- 2005: Law & Order: New York
- 2005: Couchgeflüster – Die erste therapeutische Liebeskomödie
- 2005: Breakfast
- 2004: Independent Lens
- 2003: The Heaven and Earth Show
- 2003: Cosmopolitan
- 2003: EastEnders
- 2002: Grasp
- 2001: Holby City
- 1999: Cotton Mary
- 1999: Makellos
- 1999: ABCD
- 1999: Chutney Popcorn
- 1996: Wenn der Pfau erwacht
- 1995: In Julia’s Kitchen with Master Chefs
- 1994: Vanya – 42. Straße
- 1992–1994: Firm Friends
- 1994: Wolf – Das Tier im Manne
- 1993: Das Leben – Ein Sechserpack
- 1993: Ghostwriter
- 1993: The Mushroom Picker
- 1992: Listening to Volcanoes
- 1992: Travels in Europe with Rick Steves
- 1989: Far Eastern Cookery
- 1988: The Perfect Murder
- 1987: Beyond the Next Mountain
- 1986: Love Match
- 1986: Blankety Blank
- 1985: Wogan
- 1985: Saagar
- 1985: The Assam Garden
- 1984: The Wandering Company
- 1983: Hitze und Staub
- 1975: Autobiographie einer Prinzessin
- 1969: The Guru
- 1966: Antkeeper
- 1965: Shakespeare Wallah
- 1964: Parable

## Buchveröffentlichungen
Kochbücher
- An Invitation to Indian Cooking. Knopf, New York 1973, ISBN 0-394-48172-0.
- Madhur Jaffrey's World of the East Vegetarian Cooking. Knopf, New York 1981, ISBN 0-394-40271-5.
- Madhur Jaffrey's Indian Cooking. 1973, ISBN 0-8120-6548-4.
- Eastern Vegetarian Cooking. 1983, ISBN 978-0-09-977720-5.
- A Taste of India. 1988, ISBN 978-1-86205-098-3
- Madhur Jaffrey's Cookbook: Easy East/West Menus for Family and Friends. 1989, ISBN 978-0-330-30635-5.
- Indian Cooking. 1989, ISBN 978-0-600-56363-1.
- A Taste of the Far East. 1993, ISBN 978-0-517-59548-0.
- Madhur Jaffrey's Spice Kitchen. 1993, ISBN 978-0-517-59698-2.
- Madhur Jaffrey's Indian Recipes. 1994, ISBN 978-1-85793-397-0.
- Entertaining With Madhur Jaffrey. 1994, ISBN 978-1-85793-369-7.
- Madhur Jaffrey's Flavors Of India: Classics and New Discoveries. 1995, ISBN 978-0-517-70012-9.
- Cookbook Food for Family and Friends. 1995, ISBN 978-1-85813-154-2.
- Madhur Jaffrey's Quick & Easy Indian Cooking. 1996, ISBN 978-0-8118-5901-1.
- The Madhur Jaffrey Cookbook: Over 650 Indian, Vegetarian and Eastern Recipes. 1996, ISBN 978-1-85501-268-4.
- Madhur Jaffrey's Illustrated Indian Cookery. 1996, ISBN 978-0-563-38303-1.
- Madhur Jaffrey Cooks Curries. 1996, ISBN 978-0-563-38794-7.
- Madhur Jaffrey's Complete Vegetarian Cookbook. 1998, ISBN 978-0-09-186364-7.
- Madhur Jaffrey's World Vegetarian. 1999, ISBN 978-0-517-59632-6.
- The Essential Madhur Jaffrey. 1999, ISBN 978-0-09-187174-1.
- Madhur Jaffrey's Step-by-Step Cooking. 2001, ISBN 978-0-06-621402-3.
- Foolproof Indian Cooking: Step by Step to Everyone's Favorite Indian Recipes. 2002, ISBN 978-1-55366-258-7.
- Madhur Jaffrey Indian Cooking. 2003, ISBN 978-0-09-188408-6.
- From Curries to Kebabs: Recipes from the Indian Spice Trail. 2003, ISBN 978-0-609-60704-6.
- Madhur Jaffrey's Ultimate Curry Bible. 2003, ISBN 978-0-09-187415-5.
- Simple Indian Cookery. 2005, ISBN 978-0-563-52183-9.
- At Home with Madhur Jaffrey: Simple Delectable Dishes from India, Pakistan, Bangladesh, and Sri Lanka. 2010, ISBN 978-0-307-26824-2.
- Curry Easy. 2010, ISBN 978-0-09-192314-3.
- My Kitchen Table: 100 Essential Curries. 2011, ISBN 978-0-09-194052-2.
- Vegetarian India. 2015, ISBN 978-1-101-87486-8.

Sonstige Bücher
- Seasons of Splendour: Tales, Myths, and Legends of India. Pavilion, London 1985, ISBN 0-340-37726-7.
- Market Days: From Market to Market Around the World. BridgeWater Books, [Mahwah] 1995, ISBN 0-8167-3504-2.
- Robi Dobi: The Marvelous Adventures of an Indian Elephant. Dial Books for Young Readers, New York 1997, ISBN 0-8037-2193-5.
- Climbing the Mango Trees: A Memoir of a Childhood in India. Knopf, New York 2006, ISBN 1-4000-4295-X.